# Юнацький чемпіонат ОФК
Юнацький чемпіонат ОФК до 17 років (англ. OFC U-17 Championship) — щорічний футбольний турнір серед гравців віком до 17 років, організований ОФК. Проводиться з 1983, з 1989 проводиться раз на два роки.
Кожного другого року турнір також є відбірковим змаганням до чемпіонату світу з футболу серед 17-річних.

## Учасники
- Американське Самоа
- Австралія (з 2007 АФК)
- Острови Кука
- Фіджі
- Нова Каледонія
- Нова Зеландія
- Папуа Нова Гвінея
- Самоа
- Соломонові Острови
- Таїті
- Тонга
- Вануату

## Результати
| 1983 Докладніше | Окленд, Нова Зеландія                                    | Австралія     |                                 | Нова Зеландія      | Китайський Тайбей  |     | Нова Каледонія     |
| 1986 Докладніше | Гаосюн, Республіка Китай                                 | Австралія     |                                 | Нова Зеландія      | Китайський Тайбей  |     | Папуа Нова Гвінея  |
| 1989 Докладніше | Австралія                                                | Австралія     |                                 | Нова Зеландія      | Китайський Тайбей  |     | Фіджі              |
| 1991 Докладніше | Нейпір, Нова Зеландія                                    | Австралія     |                                 | Нова Зеландія      | Фіджі              |     |                    |
| 1993 Докладніше | Нова Зеландія                                            | Австралія     | 3–0                             | Соломонові Острови |                    |     |                    |
| 1995 Докладніше | Вануату                                                  | Австралія     | 1–0                             | Нова Зеландія      | Вануату            | 3–0 | Соломонові Острови |
| 1997 Докладніше | Нова Зеландія                                            | Нова Зеландія | 1–0                             | Австралія          | Соломонові Острови | 3–0 | Фіджі              |
| 1999 Докладніше | Фіджі                                                    | Австралія     | 5–0                             | Фіджі              | Соломонові Острови |     | Нова Каледонія     |
| 2001 Докладніше | Апіа, Самоа та Порт-Віла, Вануату                        | Австралія     | 3–0 6–0 (9–0) Двоматчевий фінал | Нова Зеландія      |                    |     |                    |
| 2003 Докладніше | Паго-Паго, Американське Самоа та Саншайн-Кост, Австралія | Австралія     | 3–1 4–0 (7–1) Двоматчевий фінал | Нова Каледонія     |                    |     |                    |
| 2005 Докладніше | Нова Каледонія                                           | Австралія     | 1–0                             | Вануату            | Соломонові Острови | 3–1 | Нова Каледонія     |
| 2007 Докладніше | Таїті                                                    | Нова Зеландія |                                 | Таїті              | Фіджі              |     | Нова Каледонія     |
| 2009 Докладніше | Нова Зеландія                                            | Нова Зеландія |                                 | Таїті              | Нова Каледонія     |     | Вануату            |
| 2011 Докладніше | Нова Зеландія                                            | Нова Зеландія | 2–0                             | Таїті              | Соломонові Острови | 2–0 | Вануату            |
| 2013 Докладніше | Вануату                                                  | Нова Зеландія |                                 | Нова Каледонія     | Вануату            |     | Фіджі              |
| 2015 Докладніше | Самоа, Американське Самоа                                | Нова Зеландія | 1–1 (5–4 пен.)                  | Таїті              | Вануату            | 6–0 | Нова Каледонія     |
| 2017 Докладніше | Тонга                                                    | Нова Зеландія | 7–0                             | Нова Каледонія     |                    |     |                    |

## Переможці
| № | Збірна        | Титули | Роки                                                       |
| - | ------------- | ------ | ---------------------------------------------------------- |
| 1 | Австралія     | 10     | 1983, 1986, 1989, 1991, 1993, 1995, 1999, 2001, 2003, 2005 |
| 2 | Нова Зеландія | 7      | 1997, 2007, 2009, 2011, 2013, 2015, 2017                   |